# بوب غرين (تنس)
بوب غرين (بالإنجليزية: Bob Green)‏ مواليد 25 مارس 1960 في أوماها، الولايات المتحدة، هو لاعب كرة مضرب أمريكي سابق وكان يلعب باليد اليمنى. أعلى تصنيف له في الفردي كان المركز الـ 39 في سنة 1984. أعلى تصنيف له في الزوجي كان المركز الـ 100 في سنة 1987.

## روابط خارجية
- بوب غرين على موقع رابطة محترفي التنس (الإنجليزية)
- بوب غرين على موقع الاتحاد الدولي لكرة المضرب (الإنجليزية)
- بوب غرين على موقع خلاصة التنس.كوم (الإنجليزية)